# Santa Scolastica (Bari)
A Santa Scolastica templom- és kolostoregyüttes Bari óvárosában.

## Története
A templomot a 12. század elején építették, a mellette álló kolostor pedig valószínűleg már a 8. században állt. A 15. században a kolostort beépítették a város falaiba. A kolostor épülete ma az egyetemhez tartozik, kiállításokat és konferenciákat rendeznek benne.

## Leírása
A templom homlokzata barokk stílusú, két lizéna három részre tagolja. A homlokzatot egy ablak és egy oculus díszíti. A bejárat felett Nursiai Szent Benedek szobra látható. A harangtorony román stílusú. A templombelső háromhajós. A padló polikróm majolikával díszített. A főoltár márványból faragott. Az apszisban álló festményen a Szűzanya látható a gyermek Jézussal, Szent Skolasztika és Szent Benedek társaságában.